# Malacomorpha cancellatus
Malacomorpha cancellatus är en insektsart som först beskrevs av Ludwig Redtenbacher 1906.  Malacomorpha cancellatus ingår i släktet Malacomorpha och familjen Pseudophasmatidae. Inga underarter finns listade i Catalogue of Life.